# Buksti
Buksti – wieś na Łotwie, w krainie Łatgalia, w novadsie Balvi. Według danych na rok 2007, miejscowość zamieszkiwało 11 osób.